# واکنش یکه خوردن
واکنش یکه خوردن یا واکنش جاخوردگی (به انگلیسی: Startle response) واکنشی دفاعی نسبت به محرک ناگهانی یا تهدیدکننده است که اغلب با عاطفه منفی همراه است. معمولاً آغاز واکنش یکه خوردن، یک عمل واکنشی غیرارادی که از ساقه مغز نشأت می‌گیرد و فرار از محرک ناگهانی را تسهیل می‌کند.